# L'Homme à l'Hispano (film, 1926)
Pour les articles homonymes, voir L'Homme à l'Hispano.
Pour plus de détails, voir Fiche technique et Distribution.
L'Homme à l'Hispano est un film dramatique muet français réalisé par Julien Duvivier, sorti en 1926.
Il s'agit d'une adaptation du roman éponyme de Pierre Frondaie, publié en 1924).

## Synopsis
Georges Dewalter (Georges Galli), homme ruiné qui passe pour richissime grâce à une automobile Hispano-Suiza qui lui a été prêtée, est sur le point de quitter la France quand il rencontre Lady Stéphane Oswill (Huguette Duflos), une femme riche et mal mariée à un homme brutal (Acho Chakatouny). Ils tombent amoureux. Dewalter ne peut lui avouer sa situation, mais il a confié son secret à un inconnu rencontré dans le train, puis dans un bar : le destin veut que ce soit justement le mari de Stéphane.

## Fiche technique
- Réalisation : Julien Duvivier
- Scénario : Julien Duvivier et René Hervil, d'après le roman de Pierre Frondaie
- Direction artistique : Charles Delac et Marcel Vandal
- Décors : Fernand Delattre
- Photographie : Armand Thirard et Émile Pierre
- Producteurs : Charles Delac et Marcel Vandal
- Société de production : Le Film d'Art
- Format : Noir et blanc — 35 mm — 1,33:1 — Muet
- Genre : Mélodrame
- Durée : 123 minutes
- Date de sortie : 
  - France :  18 décembre 1926

## Distribution
- Huguette Duflos : Stéphane Oswill
- Georges Galli : Georges Dewalter
- Acho Chakatouny : Lord Oswill

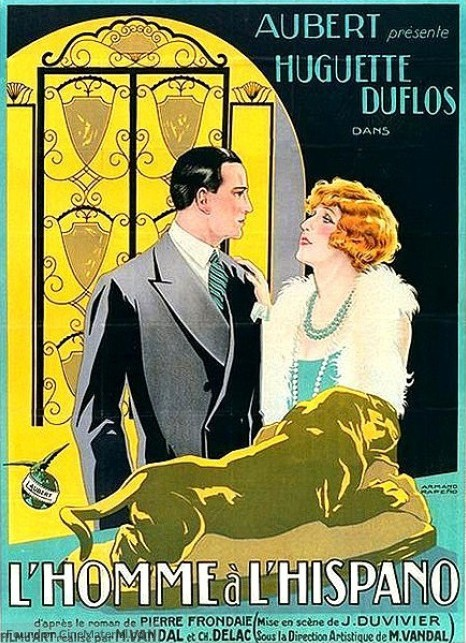
Affiche du film.

- Madeleine Rodrigue : Madame Déléone
- Georges Péclet : Déléone
- Anthony Gildès : Maître Mont-Normand
- Angèle Decori : Antoinette
- Luc Dartagnan : Le garde
- Mendès : Le garde-chasse
- Raymond Narlay

## Production
- Lieux de tournage : extérieurs à Paris, Bayonne et Biarritz.